# 9月24日
9月24日（くがつにじゅうよっか）は、グレゴリオ暦で年始から267日目（閏年では268日目）にあたり、年末まであと98日ある。

## できごと

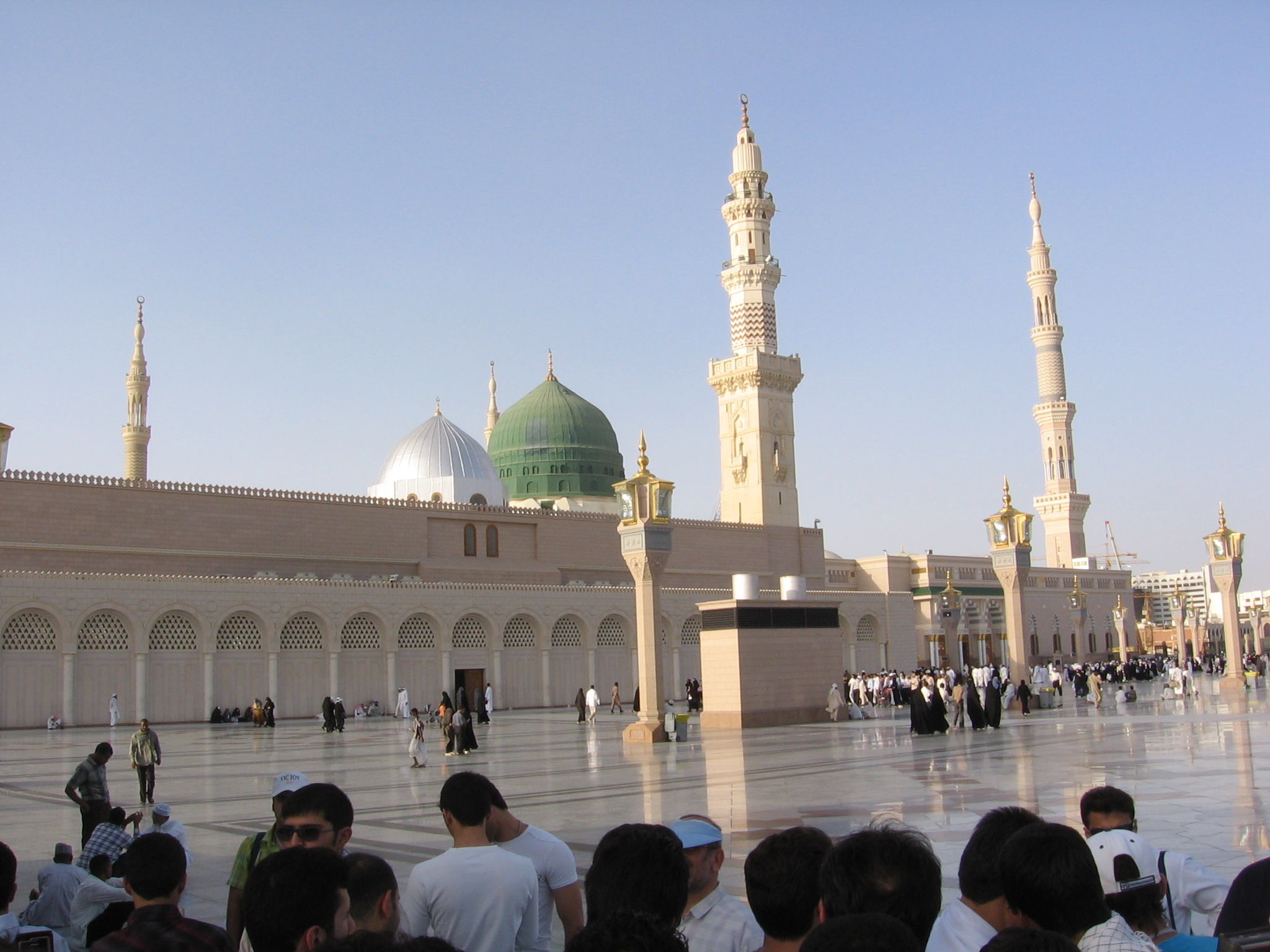
ムハンマドがメディナに到着(622)。画像はムハンマドが住居とした預言者のモスク

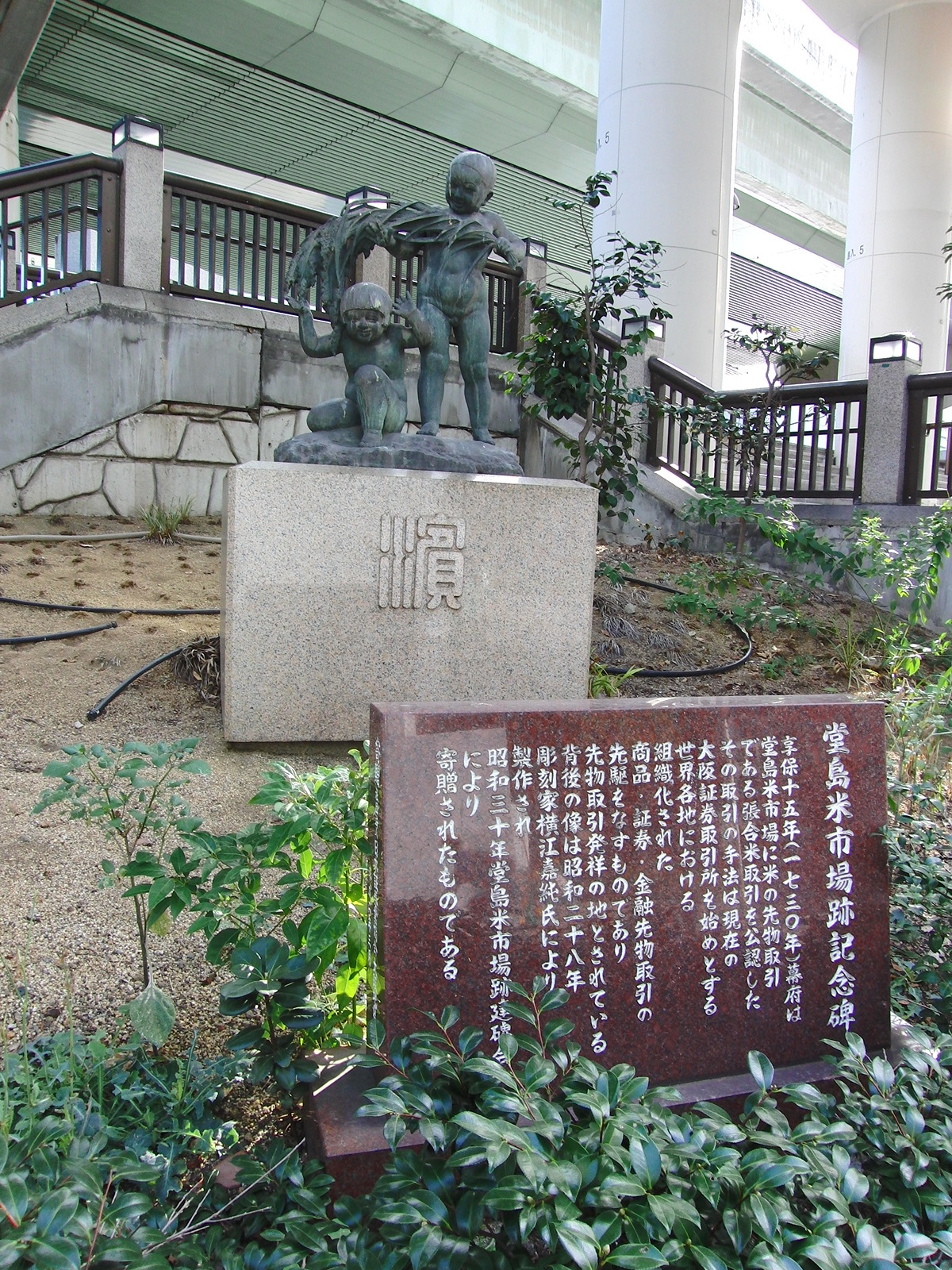
堂島米会所開設(1780)

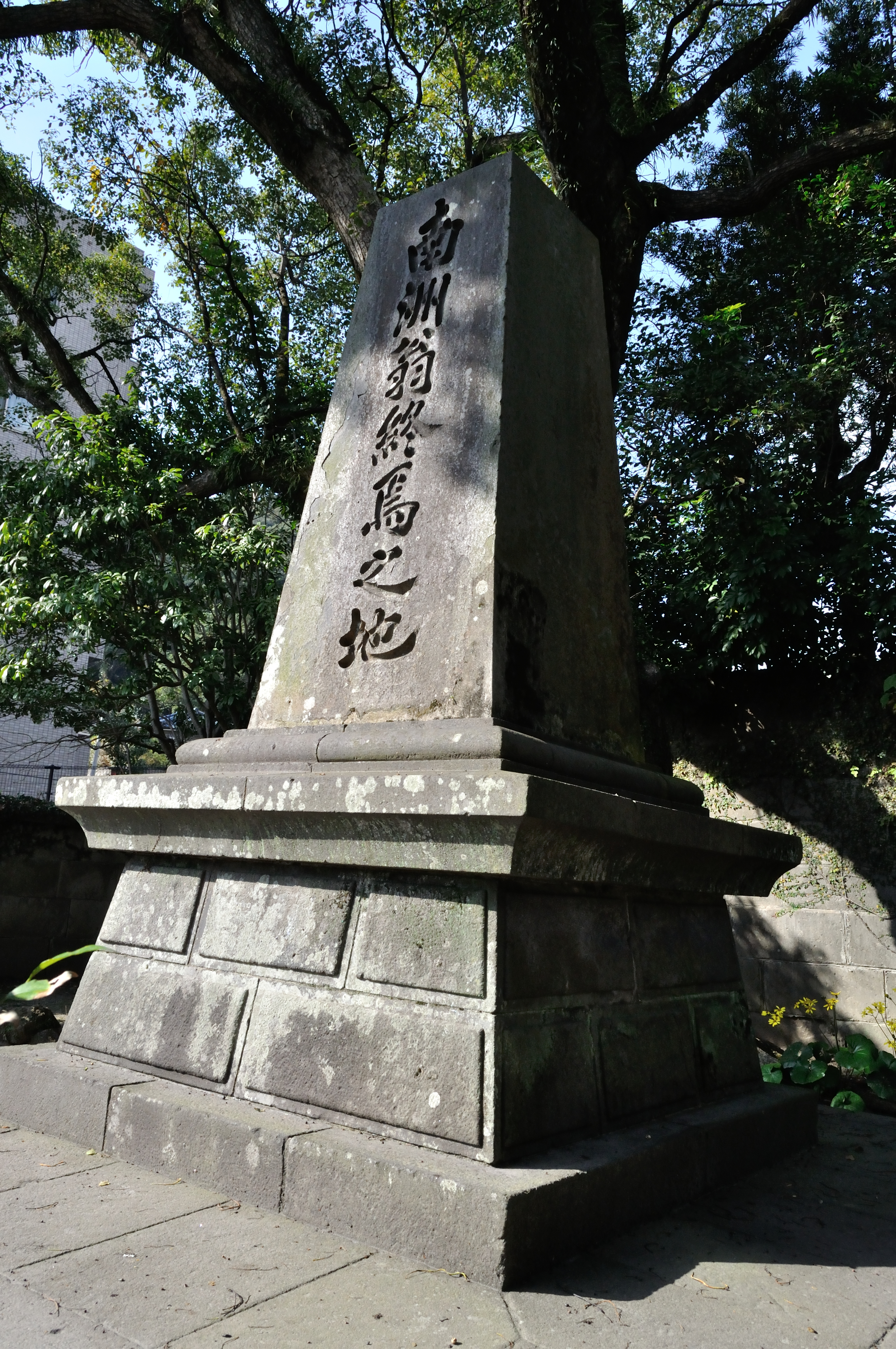
西南戦争終結(1877)。鹿児島市城山町にある南洲翁（西郷隆盛）終焉之地

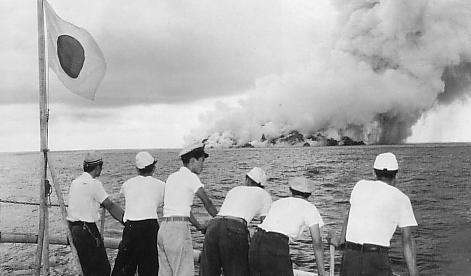
明神礁の噴火に巻き込まれ、測量船「第五海洋丸」が失踪(1952)

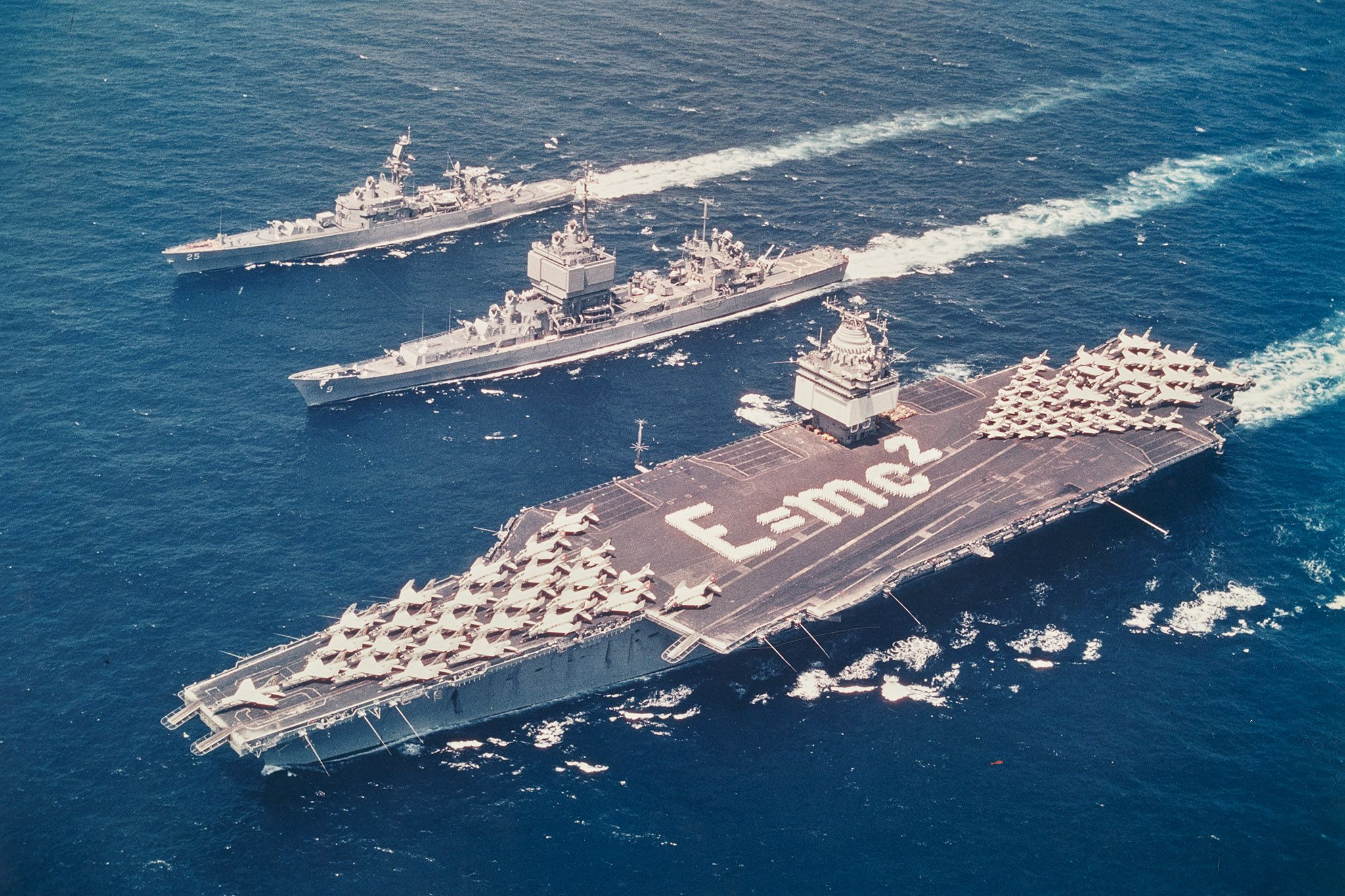
エンタープライズ進水(1960)。

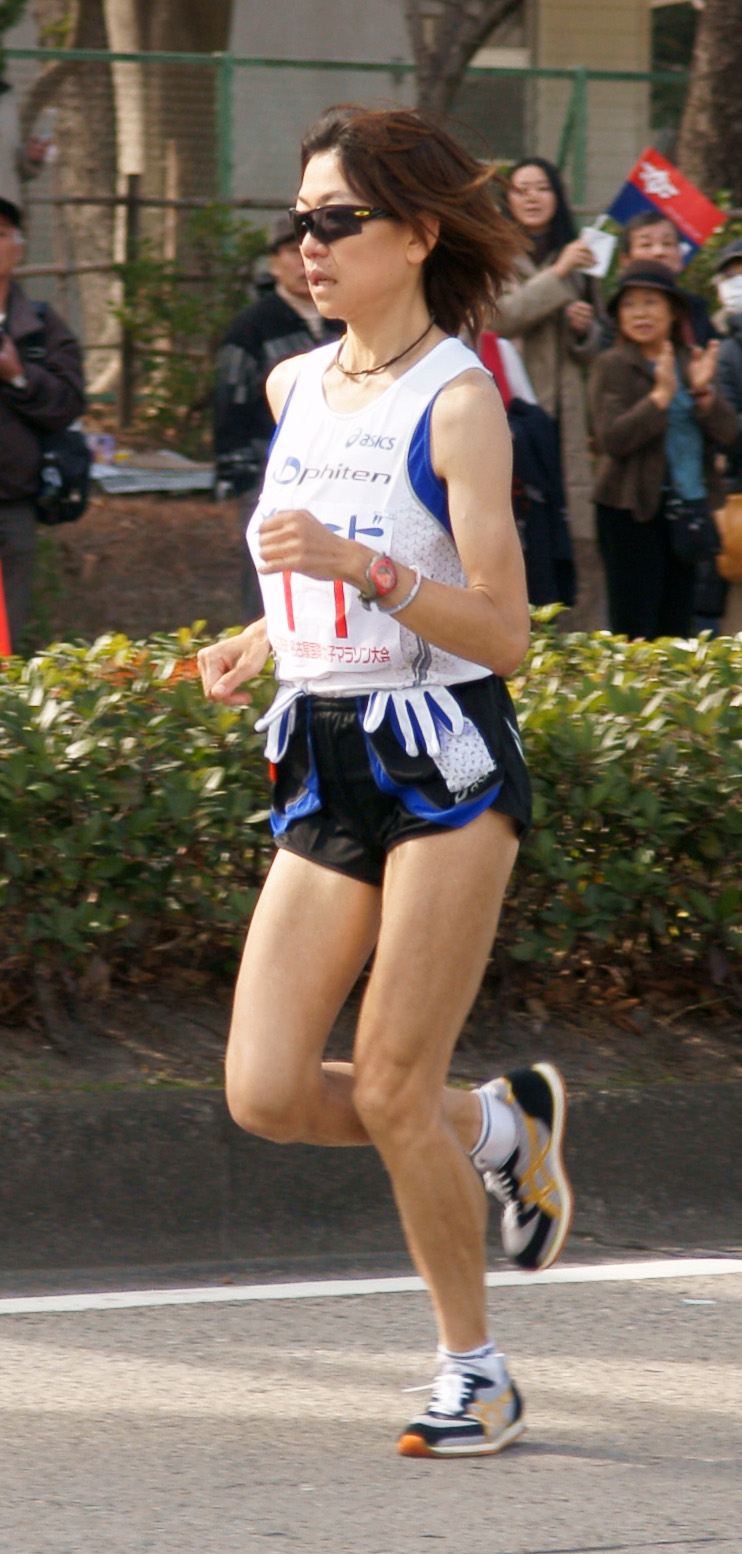
シドニーオリンピックで高橋尚子が女子マラソン初の金メダルを獲得(2000)。画像は2008年の高橋尚子。

- 1338年（延元3年8月11日） - 足利尊氏が北朝から征夷大将軍に任ぜられる[1]。
- 1572年 - 「ビルカバンバのインカ帝国」の君主初代トゥパク・アマルが斬首される。
- 1631年 - バフィン島南部に位置するイヌイットの集落キンゲイト（英語版）が発見される。当時はケープ・ドーセットと呼ばれた。
- 1645年 - イングランド内戦: ロートン・ヒースの戦い（英語版）
- 1688年 - 大同盟戦争: フランスのルイ14世が各国に宣戦布告、プファルツ略奪を開始する。
- 1689年 - 大トルコ戦争: ニシュの戦い（英語版）
- 1730年（享保15年8月13日） - 大坂の堂島米会所の設置が江戸幕府より公式に認可される。
- 1762年 - 七年戦争: マニラの戦い。
- 1789年 - アメリカ大統領ワシントンが13人を保安官に任命、連邦保安官誕生。
- 1789年 - マルティン・ハインリヒ・クラプロートがピッチブレンドから精製した酸化ウランを、新元素であるとプロイセン科学アカデミーで発表。
- 1794年 - ヴァンデの反乱: 第二次ムーティエ・レ・モーファイの戦い（英語版）。
- 1812年 - アルゼンチン独立戦争: トゥクマンの戦い（英語版）。
- 1841年 - サラワク王国が建国され建国者のジェームズ・ブルックが初代国王に即位。
- 1846年 - 米墨戦争: モンテレーの戦いが終了。メキシコ軍が撤退し休戦交渉が開始する。
- 1852年 - アンリ・ジファールによるの動力付きのジファード飛行船（英語版）が、パリとトラップ 間の27kmを2,500m3の大きさの気球に3馬力の蒸気エンジンをつけて飛行に成功、歴史上最初の動力飛行に成功する。
- 1853年 - デポインツ（英語版）提督によりニューカレドニアがフランス領として支配下に入る。
- 1869年 - 暗黒の金曜日。グラント大統領が財務省に大量の金を売るように命じたことで金が急落。
- 1877年 - 西南戦争: 城山の戦い。西郷隆盛らが自刃し、西南戦争が終結。
- 1906年 - デビルズタワーが初のアメリカ合衆国ナショナル・モニュメントに指定。
- 1920年 - 東京帝国大学が女子聴講生の入学を許可。
- 1929年 - ジミー・ドーリットルが計器飛行実験を行ない、操縦席を目隠しした飛行機で離陸・旋回・着陸に成功。
- 1932年 - 不可触民のためのインド州議会議席を確保することを定めるプーナ協定（英語版）がガンジーらにより合意される。
- 1938年 - ドン・バッジが全米テニス選手権で優勝。史上初の年間グランドスラムを達成。
- 1941年 - 第二次世界大戦: 自由フランスのド・ゴール、ルネ・カサン、ルネ・プレヴァンらによりフランス国民委員会（英語版）が発足。
- 1946年 - 香港の航空会社であるキャセイパシフィック航空設立。
- 1948年 - 本田技研工業設立。
- 1949年 - インド首相のジャワハルラール・ネルーから贈られたゾウ・インディラが上野動物園に到着。
- 1952年 - 第五海洋丸の遭難。明神礁での噴火を観測中の海上保安庁の測量船が噴火に巻き込まれ、31名全員死亡。
- 1952年 - フランス海軍の潜水艦ラ・シビル（英語版）が演習中に行方不明になる。
- 1957年 - 公民権運動・リトルロック高校事件: リトルロック市長ウッドロー・ウィルソン・マンがアイゼンハワー大統領に軍隊の派遣を要請。了承される。白人により入学を妨害されていた入学予定の9人の黒人学生（Little Rock Nineと呼ばれた）は軍の護衛付きで登校。
- 1959年 - 黒いジェット機事件。神奈川県藤沢市の藤沢飛行場に米軍のU-2型偵察機が不時着。
- 1959年 - イタリア・ミラノで第1回ゼッキーノ・ドーロが開催。
- 1959年 - TAI307便墜落事故（英語版）。
- 1960年 - アメリカが建造した世界初の原子力航空母艦「エンタープライズ」が進水。
- 1960年 - 国際開発協会（IDA、第二世界銀行）設立。
- 1964年 - よみうりランド開園。
- 1965年 - 国鉄が、コンピュータによる指定券発売窓口「みどりの窓口」を開設。
- 1966年 - 天草五橋開通。
- 1968年 - スワジランドが国連に加盟。
- 1970年 - ソ連の無人月探査機「ルナ16号」のカプセルが月の土を乗せて地球に帰還。無人機で月の土を回収した最初の例。
- 1971年 - 廃棄物の処理及び清掃に関する法律が施行。（清掃の日）
- 1972年 - 日本航空ボンベイ空港誤認着陸事故。
- 1973年 - ギニアビサウがポルトガルからの独立を宣言。
- 1973年 - 小澤征爾がボストン交響楽団の常任指揮者に就任して初コンサート。
- 1975年 - イギリスエベレスト南西面遠征隊（英語版）がエベレスト登頂。
- 1989年 - フランスの高速鉄道TGVの2番目の営業路線・LGV大西洋線が開業。世界で初めて300km/h運転を開始。
- 1991年 - ロックバンド、ニルヴァーナのセカンド・アルバム『ネヴァーマインド』がリリース。
- 1993年 - ノロドム・シハヌークがカンボジアの国王に再即位。
- 1996年 - 9月10日に国連総会で採択された包括的核実験禁止条約に日本など71か国が署名。
- 1998年 - 高知県で記録的な大雨（高知豪雨）。
- 1999年 - 台風18号が熊本県に上陸し、日本海を北上。高潮被害で死傷者が多数出る。
- 1999年 - 愛知県豊橋市で竜巻が次々と発生。住宅被害約3000棟、重軽傷者約450人。
- 2000年 - シドニーオリンピック陸上女子マラソンで高橋尚子が金メダル。女子マラソンでの日本人初の金メダル。
- 2000年 - イラクのサッダーム・フセイン大統領が石油の決済通貨を米ドルからユーロに変更することを表明。
- 2000年 - 有楽町のそごう東京店がこの日の営業を最後に閉店となる。
- 2000年 - フランスで国民投票(référendum)が行われ大統領の任期が5年になる。
- 2005年 - ハリケーン・リタがテキサス・ルイジアナ州境に上陸。
- 2007年 - Folding@homeでPS3が単独で当時のスーパーコンピュータと同等の値である1PFLOPSに到達。
- 2007年 - 2007年ミャンマー反政府デモ: ヤンゴンでのデモ隊が30,000人から100,000人の間まで膨れ上がる。
- 2008年 - 自由民主党総裁の麻生太郎が第92代内閣総理大臣に選出され、麻生内閣が発足。
- 2009年 - 第3回G20ピッツバーグサミットが開かれる。会期は翌25日まで。
- 2009年 - 南アフリカのダーバン国際空港から離陸したエアリンク社の飛行機が、離陸直後にメレバンクにある学校の校庭に墜落し、機体3つに砕けた[2]。
- 2010年 - 尖閣諸島中国漁船衝突事件の主犯として逮捕・勾留していた中国人船長を、処分保留のまま釈放。
- 2012年 - 23時58分頃、京急本線の追浜駅と京急田浦駅の間の船越第1隧道入口で崩落した土砂と京成高砂発三浦海岸行き8両編成の下り特急電車が衝突する事故が発生。乗客55名と運転士および車掌が負傷。(京急本線土砂崩れ列車脱線事故)
- 2013年 - 16時29分47秒（パキスタン標準時）にパキスタンのバローチスターン州でパキスタン南西部地震が発生。
- 2014年 - インド宇宙研究機関（ISRO）による火星探査機「マンガルヤーン」が、アジアの国では初めて火星周回軌道へ到達[3]。
- 2015年 - サウジアラビアのメッカで群衆事故（2015年メナー群衆事故）。
- 2017年 - 2017年ドイツ連邦議会選挙が行われ、全709議席の内、メルケル首相与党のCDU/CSUが246議席（前回311議席）を獲得して第1党となり、メルケルは首相4期目の続投が確実となる。
- 2017年 - スロベニアで鉄道敷設のためのトンネル工事の是非を問う国民投票が行われる。
- 2018年 - 米中貿易戦争: アメリカ、中国が第3弾の関税処置を発動[4]。
- 2019年 - ウクライナ疑惑: ナンシー・ペロシ下院議長が民主党の会合後、ドナルド・トランプ大統領の弾劾調査を開始すると発表[5]。

## 誕生日

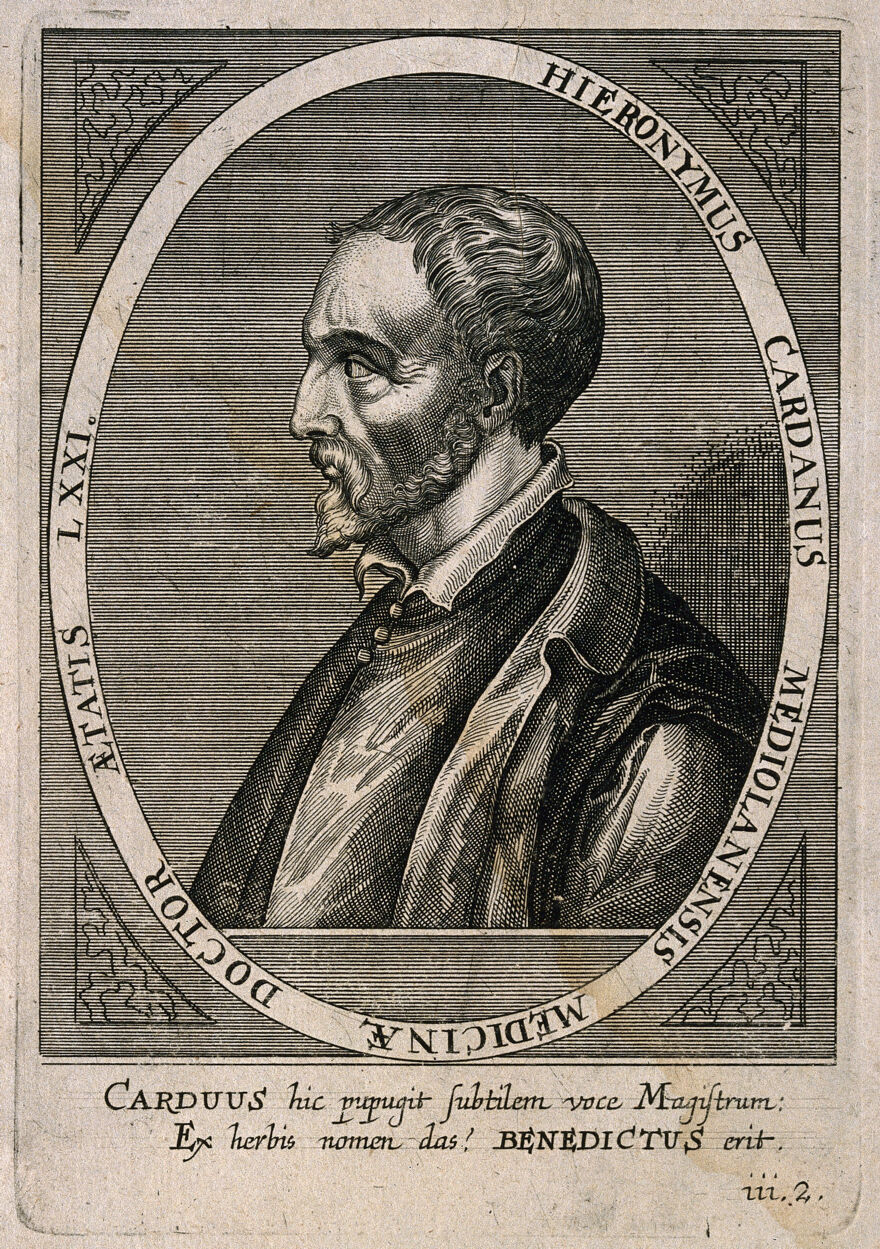
ルネサンス期の数学者、ジェロラモ・カルダーノ(1501-1576)誕生。

英国から漂着した航海士ウィリアム・アダムス(1564-1620)誕生。徳川家康の外交顧問として活躍。三浦按針の和名でも知られる。

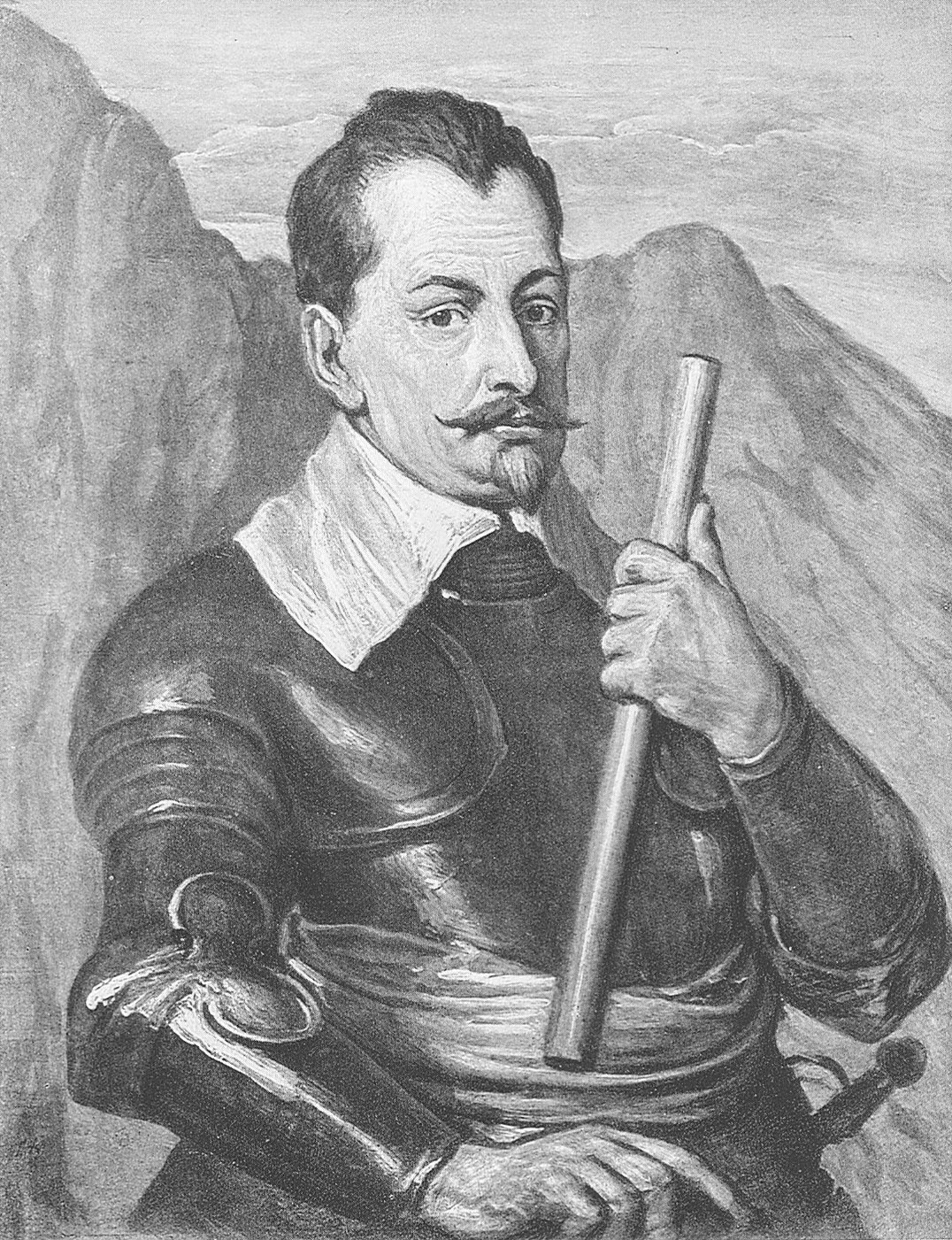
三十年戦争で活躍したボヘミアの傭兵隊長、アルブレヒト・フォン・ヴァレンシュタイン(1583-1634)誕生。

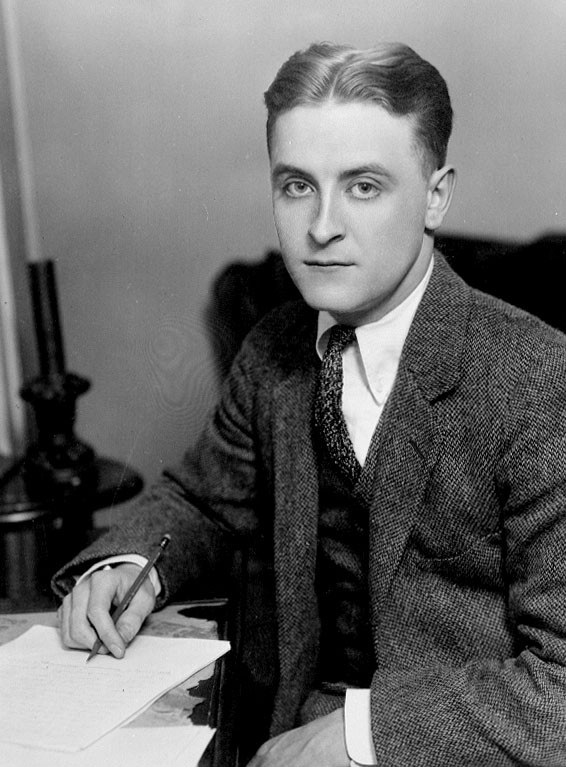
1920年代ジャズ・エイジを体現したアメリカの小説家F・スコット・フィッツジェラルド(1886-1940)誕生。

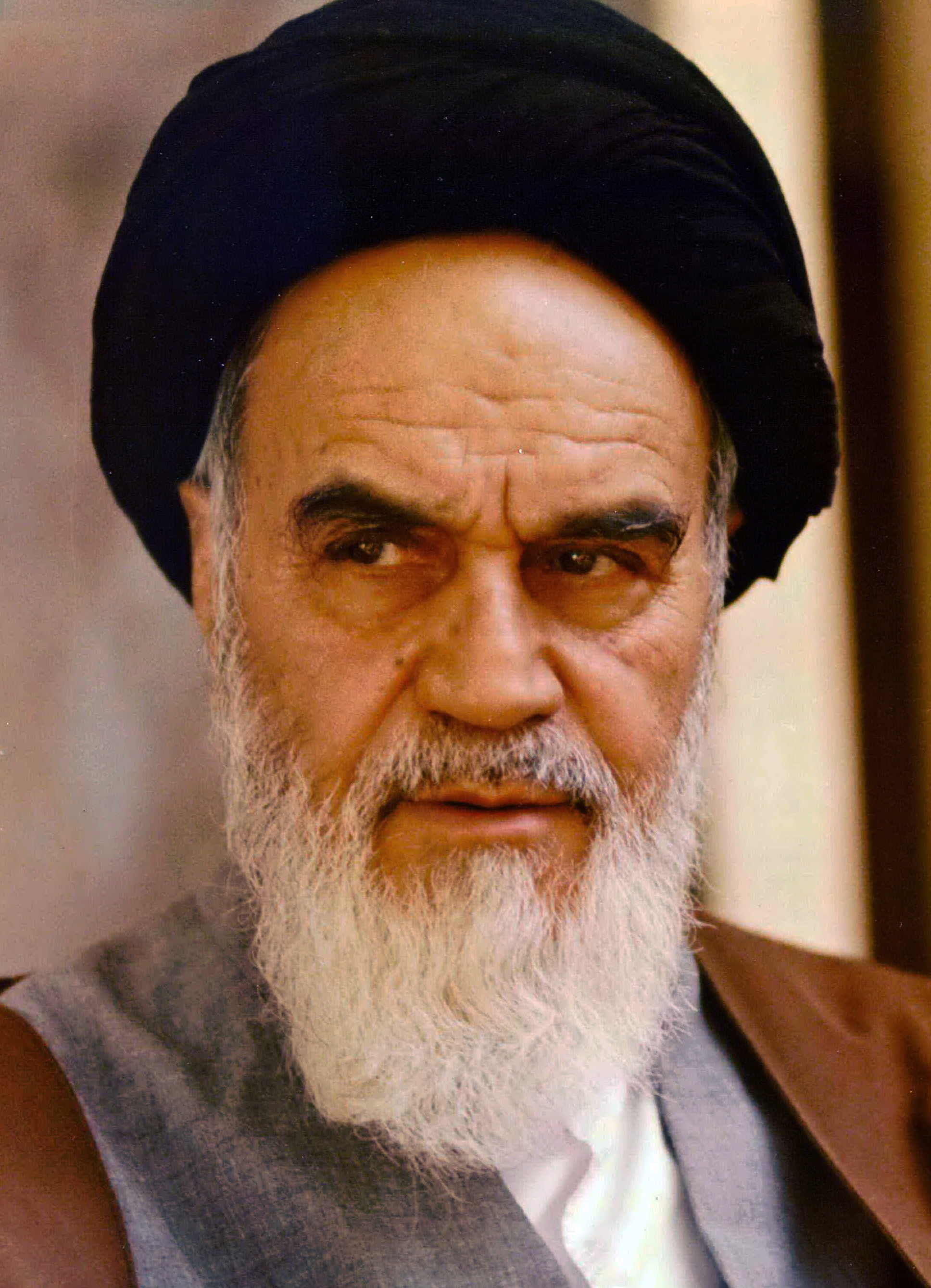
イラン革命を指揮し、イランの精神的支柱として君臨するルーホッラー・ホメイニー(1902-1989)誕生。

- 936年 - アズド・ウッダウラ（英語版）、ブワイフ朝のファールス地方の王（+ 983年）
- 1301年 - ラルフ・ド・スタッフォード（英語版）、初代スタッフォード伯爵（+ 1372年）
- 1418年 - アンヌ・ド・リュジニャン、キプロス王国の王女（+ 1462年）
- 1473年 - ゲオルク・フォン・フルンツベルク、軍人、ランツクネヒト（ドイツ傭兵師団）の生みの親（+ 1528年）
- 1501年 - ジェロラモ・カルダーノ、数学者（+ 1576年）
- 1534年 - グル・ラーム・ダース（英語版）、シク教第4代グル（+ 1581年）
- 1564年 - 三浦按針、航海士（+ 1620年）
- 1583年 - アルブレヒト・フォン・ヴァレンシュタイン、軍人（+ 1634年）
- 1625年 - ヨハン・デ・ウィット、数学者（+ 1672年）
- 1705年 - レオポルト・フォン・ダウン、オーストリア（ハプスブルク帝国）の軍人（+ 1766年）
- 1709年 - ジョン・クレランド、小説家（+ 1789年）
- 1714年（正徳4年8月16日） - 酒井忠休、松山藩主（+ 1787年）
- 1717年 - ホレス・ウォルポール、第4代オーフォード伯爵、ゴシップ作家、政治家（+ 1797年）
- 1755年 - ジョン・マーシャル、第4代アメリカ合衆国国務長官（+ 1835年）
- 1755年 - ロベール・ルフェーブル、画家（＋ 1830年）
- 1756年 - ベニーニュ・ガニュロー、画家（＋ 1795年）
- 1761年 - フリーズリク・クンツェン（英語版）、作曲家（+ 1817年）
- 1780年（安永9年8月16日） - 水野勝愛、結城藩主（+ 1838年）
- 1784年（天明4年8月11日） - 板倉勝晙、備中松山藩主（+ 1804年）
- 1796年 - アントワーヌ＝ルイ・バリー（Antoine-Louis Barye）、彫刻家（+ 1875年）
- 1798年（寛政10年8月15日）- 高島秋帆、砲術家（+ 1866年）
- 1801年 - ミハイル・オストログラツキー、数学者、力学研究者、物理学者（+ 1862年）
- 1802年 - アドルフ・ダルシアク、地質学者、古生物学者（+ 1868年）
- 1812年 - メアリー・アン・ブラウン（英語版）、詩人（+ 1845年）
- 1827年（文政10年8月4日） - 松平輝聴、高崎藩主（+ 1860年）
- 1833年（天保11年8月11日） - 渡辺章綱、伯方藩主、子爵（+ 1834年）
- 1838年（天保11年8月6日）- 近衛忠房、公卿（+ 1873年）
- 1840年（天保11年8月29日） - 津軽承叙、黒石藩主、子爵（+ 1903年）
- 1844年 - マックス・ネーター（英語版）、数学者（+ 1921年）
- 1858年（安政5年8月18日）- 櫻井錠二、化学者（+ 1939年）
- 1859年 - ユリウス・クレンゲル、チェリスト（+ 1933年）
- 1861年 - ビカイジ・カマ、社会活動家（+ 1936年）
- 1870年 - ジョルジュ・クロード、発明家、化学者（+ 1960年）
- 1871年 - ロッティ・ドッド、テニス選手（+ 1960年）
- 1878年 - 千葉亀雄、評論家・ジャーナリスト（+ 1935年）
- 1878年 - シャルル＝フェルディナン・ラミュ、作家（+ 1947年）
- 1880年 - サラ・ナウス、スーパーセンテナリアン（+ 1999年）
- 1882年 - マックス・デキュジス、テニス選手（+ 1978年）
- 1884年 - イスメト・イノニュ、トルコ共和国第2代大統領（+ 1973年）
- 1884年 - ジョニー・ハイケンス、作曲家（+ 1945年）
- 1884年 - ギュスタヴ・ガリグー、自転車競技選手（+ 1963年）
- 1884年 - ヒューゴ・シュマイザー、銃技師（+ 1953年）
- 1885年 - 嶋田繁太郎、軍人（+ 1976年）
- 1885年 - アルトゥール・レンバ、作曲家（+ 1963年）
- 1886年 - エドワード・バッチ、医師、細菌学者、作家（+ 1936年）
- 1890年 - マイク・ゴンサレス（英語版）、野球選手（+ 1977年）
- 1890年 - 松本與作、建築家（+ 1990年）
- 1893年 - 池田豊、元プロ野球審判（+ 1952年）
- 1893年 - ブラインド・レモン・ジェファーソン、ブルース歌手（+ 1929年）
- 1894年 - ビリー・ブレッチャー（英語版）、俳優（+ 1979年）
- 1895年 - アンドレ・フレデリック・クルナン、生理学者（+ 1988年）
- 1896年 - スコット・フィッツジェラルド、小説家（+ 1940年）
- 1896年 - エルザ・トリオレ、作家（+ 1970年）
- 1898年 - ハワード・フローリー、病理学者（+ 1968年）
- 1898年 - 新田恭一、元プロ野球選手（+ 1986年）
- 1898年 - シャーロット・ムーア＝シタリー、天文学者（+ 1990年）
- 1899年 - ウィリアム・ドベル（英語版）、画家（+ 1970年）
- 1901年 - 服部之総、歴史学者（+ 1956年）
- 1902年 - ルーホッラー・ホメイニー、イラン革命指導者（+ 1989年）
- 1903年 - ジョージ・ラフト、俳優（+ 1980年）
- 1903年 - 田中於菟弥、インド文学者（＋ 1989年）
- 1905年 - セベロ・オチョア、生化学者（+ 1993年）
- 1906年 - 宇都宮徳馬、政治家（+ 2000年）
- 1908年 - 斎藤才三、サッカー選手（+ 2004年）
- 1909年 - ジェラルド・アントニ・シオレク（英語版）、歴史家、建築家（+ 1966年）
- 1910年 - ジャン・セルヴェ、俳優（+ 1976年）
- 1911年 - コンスタンティン・チェルネンコ、ソビエト連邦最高会議幹部会議長（+ 1985年）
- 1911年 - 巌金四郎、俳優（+ 1994年）
- 1913年 - 田邊圀男、政治家（+ 2005年）
- 1913年 - 高田誠、画家（+ 1992年）
- 1913年 - ハーブ・ジェフリーズ（英語版）、歌手（+ 2014年）
- 1914年 - アンジェイ・パヌフニク、作曲家、ピアニスト、指揮者（+ 1991年）
- 1914年 - エスター・イング（英語版）、映画監督（+ 1970年）
- 1914年 - ジョン・ロバート・カー、第18代オーストラリア総督（+ 1991年）
- 1914年 - アンジェイ・パヌフニク、作曲家（+ 1991年）
- 1915年 - アンジェラ・コーリー（英語版）、外交官（+ 2011年）
- 1915年 - マド・モーリン（英語版、フランス語版）、女優（+ 2013年）
- 1916年 - ルース・リーチ・アモネット、実業家、教育者（+ 2004年）
- 1918年 - マイケル・J・S・デュワー（英語版）、理論化学者（+ 1997年）
- 1918年 - オードラ・リンドレイ（英語版）、女優（+ 1997年）
- 1919年 - ゴードン・カーペンター（英語版）、バスケットボール選手（+ 1988年）
- 1919年 - 山崎富栄、美容師・太宰治の愛人の一人（+ 1948年）
- 1920年 - リチャード・ボング、陸軍航空軍軍人（+ 1945年）
- 1921年 - 村上弘、政治家（+ 2007年）
- 1921年 - ジム・マッケイ（英語版）、スポーツキャスター（+ 2008年）
- 1922年 - エットーレ・バスティアニーニ、バリトン歌手（+ 1967年）
- 1922年 - バート・I・ゴードン、映画監督（+ 2023年）
- 1922年 - ジョン・モファット（英語版）、俳優（+ 2012年）
- 1923年 - 加藤進、元プロ野球選手（+ 没年不詳）
- 1923年 - ファッツ・ナヴァロ（Fats Navarro）、トランペット奏者（+ 1950年）
- 1923年 - ラウル・ボット、数学者（+ 2005年）
- 1924年 - ニーナ・ボシャロワ（英語版）、体操選手（+ 2020年）
- 1925年 - 辻邦生、小説家（+ 1999年）
- 1925年 - エレオノラ・ロッシ＝ドラゴ、女優（+ 2007年）
- 1927年 - 長新太、絵本作家（+ 2005年）
- 1927年 - 加山又造、画家（+ 2004年）
- 1927年 - アーサー・マレット、俳優、舞台俳優（+ 2013年）
- 1929年 - 大平透、声優（+ 2016年）
- 1930年 - アンジェロ・マスカット（英語版）、俳優（+ 1977年）
- 1930年 - ベンジャミン・ロムアルデス（英語版）、政治家（+ 2012年）
- 1930年 - ジョン・ヤング、宇宙飛行士（+ 2018年）
- 1931年 - マイケル・クレスニック、元プロ野球選手（+ 2011年）
- 1931年 - エリザベス・ブラックアダー（英語版）、画家（+ 2021年）
- 1931年 - カーディス・コリンズ（英語版）、政治家（+ 2013年）
- 1931年 - アンソニー・ニューリー、シンガーソングライター、俳優（+ 1999年）
- 1931年 - マイク・パークス（英語版）、レーシングドライバー（+ 1977年）
- 1932年 - 久保菜穂子、女優
- 1932年 - ミゲル・モントゥオーリ（英語版）、サッカー選手（+ 1998年）
- 1932年 - ハリー・ファームレット、画家（+ 2016年）
- 1933年 - メル・テイラー、ドラマー（+ 1996年）
- 1934年 - 筒井康隆、小説家
- 1934年 - 海渡英祐、小説家、推理作家
- 1934年 - マンフレート・ヴェルナー、北大西洋条約機構 (NATO) 事務総長、政治家（+ 1994年）
- 1934年 - ジョン・ブラナー、SF作家（+ 1995年）
- 1934年 - 木村保、元プロ野球選手（+ 2005年）
- 1934年 - チック・ウィリス（英語版）、歌手（+ 2013年）
- 1935年 - 藤本譲、声優（+ 2019年）
- 1936年 - 根来広光、元プロ野球選手（+ 2009年）
- 1936年 - ジム・ヘンソン、映画監督・プロデューサー、人形使い（+ 1990年）
- 1937年 - 若三杉彰晃、元掩相撲力士（+ 1983年）
- 1938年 - スティーヴ・ダグラス（英語版）、サックス奏者（+ 1993年）
- 1939年 - ジャック・ヴァレ、ベンチャー・キャピタリスト
- 1939年 - マイケル・ウォドレー（英語版）、映画プロデューサー
- 1939年 - ウェイン・ヘンダーソン、トロンボーン奏者（+ 2014年）
- 1939年 - 衣斐賢譲、政治家、臨済宗僧侶、第4代鈴鹿市長（+ 2017年）
- 1940年 - 菅沼三千子、木漆工芸家
- 1941年 - リンダ・マッカートニー、写真家、ミュージシャン、料理研究家（+ 1998年）
- 1942年 - 渡邉衡三、自動車技術者
- 1942年 - ジェリー・マースデン（英語版）、シンガーソングライター（+ 2021年）
- 1943年 - 平井正則、天文学者
- 1944年 - イーヴァン・ボーランド、詩人（+ 2020年）
- 1945年 - 青山達三[6]、俳優
- 1945年 - 三好幸雄、元プロ野球選手
- 1945年 - ジョン・ラター、作曲家
- 1945年 - 牧野剛、河合塾講師、市民運動家（+ 2016年）
- 1946年 - 田淵幸一、野球指導者、解説者、元プロ野球選手
- 1946年 - 時田則雄、歌人
- 1946年 - ジェリー・ドナヒュー、ギタリスト
- 1946年 - ミーン・ジョー・グリーン、アメフト選手
- 1946年 - ラルス・エミール・ヨハンセン、政治家、第2代グリーンランド首相
- 1946年 - マリア・テレサ・ルイス（英語版）、天文学者
- 1947年 - 山岸凉子、漫画家
- 1948年 - フィル・ハートマン、俳優・コメディアン（+ 1998年）
- 1948年 - ガース・ポーター（英語版）、ミュージシャン
- 1949年 - ペドロ・アルモドバル、映画監督
- 1949年 - バレカ・ムベテ（Baleka Mbete）、南アフリカ国民議会議長、政治家
- 1950年 - ジョン・ケッセル、SF作家・ファンタジー作家
- 1950年 - ハリエット・ウォルター（英語版）、女優
- 1951年 - 神田康秋、アナウンサー
- 1951年 - 谷崎弘一、俳優
- 1954年 - 丸谷智保、実業家、セイコーマート会長
- 1954年 - 寳金清博、医学者、第20代北海道大学総長、北海道大学名誉教授
- 1954年 - 仲根正広、元プロ野球選手（+ 1995年）
- 1954年 - マルコ・タルデッリ、サッカー選手
- 1955年 - のむらしんぼ、漫画家
- 1956年 - 剛州、俳優、お笑いタレント
- 1956年 - ヒュービー・ブルックス、元プロ野球選手
- 1957年 - 河内隆、自治・総務・内閣府官僚
- 1957年 - 北川昌弘、女性アイドル研究家
- 1958年 - 奥山治郎、実業家
- 1958年 - 田中光敏、映画監督、CMディレクター
- 1958年 - ケヴィン・ソルボ、俳優
- 1959年 - 稲葉なおと、紀行作家、一級建築士、写真家
- 1959年 - 真行寺君枝、女優
- 1959年 - 七戸克彦、法学者、弁護士
- 1959年 - スティーヴ・ホイットマイア、人形使い
- 1960年 - 川原泉、漫画家
- 1961年 - ジョン・ローガン、脚本家、劇作家
- 1961年 - 谷川哲也、元プロ野球選手
- 1962年 - 石巻ゆうすけ、元アナウンサー
- 1962年 - KAN、シンガーソングライター（+ 2023年）
- 1963年 - 古川利行、元プロ野球選手
- 1963年 - 海藤正樹、元バレーボール選手
- 1964年 - ラファエル・パルメイロ、元プロ野球選手
- 1964年 - ジェフ・クロスノフ、レーシングドライバー（+ 1996年）
- 1965年 - 新保友紀子、ソプラノ歌手
- 1965年 - DALE（デイル石橋）、ラジオDJ、ナレーター
- 1965年 - 宮島恵子、元バレーボール選手
- 1966年 - 定詰雅彦、元プロ野球選手
- 1967年 - 麻見順子、声優
- 1967年 - 甲斐谷忍、漫画家
- 1967年 - 塩田周三、実業家、ドリーム・ピクチュアズ・スタジオ創業者
- 1968年 - 羽田美智子、女優
- 1968年 - 正岡邦夫、俳優
- 1969年 - 田原健一、ミュージシャン（Mr.Children）
- 1969年 - 有働克也、元プロ野球選手
- 1969年 - 朝比奈三代子、元マラソン選手
- 1970年 - 野村正樹、建築家
- 1970年 - 一青妙、女優、歯科医師
- 1970年 - 高岡寿成、元マラソン選手
- 1971年 - ケビン・ミラー、元プロ野球選手
- 1974年 - 大久保伸隆、ミュージシャン（元Something ELse）
- 1975年 - 山岡真介、脚本家
- 1976年 - 桜塚やっくん、お笑いタレント、声優（+ 2013年）
- 1976年 - ステファニー・マクマホン、WWE副社長
- 1976年 - ジョン・マンジェリ、元プロ野球選手
- 1977年 - モハメド・フセイン・シャリーフ、政治家
- 1977年 - 中西茂樹、お笑いタレント（なすなかにし）
- 1978年 - 曽山一寿、漫画家
- 1978年 - 張維娜、元フィギュアスケート選手
- 1979年 - 高野貴裕、元アナウンサー
- 1979年 - L-VOKAL、ミュージシャン
- 1979年 - 細川聖可、元声優
- 1979年 - ファビオ・アウレリオ、元サッカー選手
- 1979年 - ケイシー・ジョンソン、ソーシャライト（+ 2010年）
- 1980年 - ブライアン・スタン、元総合格闘家
- 1980年 - ポール・スロウィンスキー、元キックボクサー
- 1981年 - タニザワトモフミ、シンガーソングライター
- 1981年 - 大迫一平、俳優
- 1981年 - 矢野さとる、コンテンツエンジニア、おーぷん2ちゃんねる開設者
- 1981年 - 大徳絵里、アナウンサー
- 1981年 - 松崎悠希、俳優
- 1982年 - モーガン・ハム、元体操競技選手
- 1982年 - ポール・ハム、元体操競技選手
- 1982年 - ジェフ・カーステンス、元プロ野球選手
- 1983年 - トラビス・イシカワ、元プロ野球選手
- 1983年 - 野中信吾、元プロ野球選手
- 1984年 - 二宮歩美、タレント
- 1984年 - 大西蘭、フリーアナウンサー
- 1985年 - 城所龍磨、元プロ野球選手
- 1985年 - 梶山陽平、元サッカー選手
- 1985年 - 森下加奈、女優
- 1985年 - 黛英里佳、モデル、女優
- 1985年 - 山口沙紀、グラビアアイドル
- 1986年 - 西村文男、プロバスケットボール選手
- 1986年 - 神田桃子、元プロボクサー、第2代OPBF女子東洋太平洋アトム級王者
- 1986年 - リア・ディゾン、グラビアアイドル
- 1987年 - センゾ・メイワ、サッカー選手（+ 2014年）
- 1988年 - 江沼郁弥、ミュージシャン（plenty）
- 1988年 - ビルギット・オイグミール、女優、モデル、タレント、歌手
- 1988年 - モイゼス・シエラ、プロ野球選手
- 1988年 - ハンター・ストリックランド、プロ野球選手
- 1988年 - 日向藍子、プロ雀士
- 1989年 - 吉田一将、プロ野球選手
- 1990年 - 出岡美咲、ファッションモデル、歌手
- 1990年 - 高橋由真、ファッションモデル
- 1990年 - 向里祐香、女優
- 1990年 - 緒方亜香里、柔道選手
- 1990年 - 申娜姫、フィギュアスケート選手
- 1990年 - 齋藤圭祐、元プロ野球選手
- 1990年 - イ・テイル、歌手（Block B）
- 1991年 - 早乙女太一、俳優
- 1991年 - 国吉佑樹、プロ野球選手
- 1991年 - 田名網駿一、アナウンサー
- 1992年 - 岩井拳士朗、俳優
- 1993年 - 鈴村あいり、AV女優
- 1993年 - 久保田和真、元陸上選手
- 1996年 - 白田千尋、声優
- 1997年 - 瀧野由美子、タレント、元アイドル（元STU48）
- 1997年 - 杉山セリナ、元タレント、元キャスター
- 1999年 - 永野芽郁[7]、女優、ファッションモデル
- 1999年 - 今井胡桃、プロスノーボーダー
- 2000年 - 渡邉陸、プロ野球選手
- 2000年 - 黒咲夢吏、アイドル（元ふぇありーているず!）
- 2002年 - ガウル、アイドル（IVE）
- 2003年 - 吉田芽梨奈、アイドル（テラス×テラス）
- 2003年 - ジョー・ロック（英語版）、俳優
- 2005年 - 久留島優果、アイドル（STU48）
- 2007年 - アデム・アヴディッチ、サッカー選手
- 生年不詳 - BAN、ミュージシャン（少女-ロリヰタ-23区）
- 生年不詳 - 小坂理絵、漫画家
- 生年不詳 - とりのなん子、漫画家
- 生年不詳 - 目黒あむ、漫画家
- 生年不詳 - 綾音まこ、声優
- 生年不詳 - 北原美和[8]、声優
- 生年不詳 - 平山笑美、声優
- 生年不詳 - 月ノ美兎、バーチャルライバー[9][10]
- 生年不詳 - 神姫楽ミサ、プロレスラー

## 忌日
- 366年 - リベリウス、第36代ローマ教皇
- 672年（天武天皇元年8月25日）- 中臣金、飛鳥時代の官人、右大臣
- 911年 - ルートヴィヒ4世、東フランク王国国王（* 893年）
- 1143年 - インノケンティウス2世、第163代ローマ教皇
- 1468年（成化4年9月8日）- 世祖、李氏朝鮮王（* 1417年）
- 1541年 - パラケルスス、錬金術師、医者、自然哲学者（* 1493年/1494年）
- 1715年 - ヴィルヘルム・ホンベルク（英語版）、自然哲学者（* 1652年）
- 1732年（享保17年8月6日）- 霊元天皇、第112代天皇（* 1654年）
- 1735年 - ペトル・ブランドル（英語版）、画家（* 1668年）
- 1753年 - ゲオルク・ゲベル（英語版）、作曲家（* 1709年）
- 1802年 - アレクサンドル・ラジーシチェフ、貴族、思想家（* 1749年）
- 1834年 - ペドロ1世、初代ブラジル皇帝（* 1798年）
- 1844年 - カール・フリードリヒ・キールマイヤー、生物学者（* 1765年）
- 1849年 - ヨハン・シュトラウス1世、作曲家、指揮者、ヴァイオリニスト（* 1804年）
- 1877年 - 西郷隆盛、明治維新の元勲（* 1828年）
- 1877年 - 桂久武、薩摩藩家老、政治家（* 1834年）
- 1877年 - 村田新八、薩摩藩士、政治家（* 1836年）
- 1877年 - 桐野利秋、薩摩藩士、軍人（* 1838年）
- 1877年 - 池上四郎、薩摩藩士、軍人（* 1842年）
- 1877年 - 別府晋介、薩摩藩士、軍人（* 1847年）
- 1904年 - ニールス・フィンセン、内科医、科学者、ノーベル生理学・医学賞受賞者（* 1860年）
- 1923年 - マヌエル・ホセ・エストラーダ・カブレーラ、グアテマラ大統領（* 1857年）
- 1924年 - アレクサンドル・ラカサーニュ（英語版）、医師、犯罪学者（* 1843年）
- 1945年 - ハンス・ガイガー、物理学者、ガイガー＝マースデンの実験、ガイガー・ヌッタルの法則提唱者（* 1882年）
- 1948年 - ウォーレン・ウィリアム（英語版）、俳優（* 1894年）
- 1951年 - 小泉又次郎、政治家（* 1865年）
- 1953年 - リュシアン・レヴィ＝デュルメール、画家、工芸家（* 1865年）
- 1972年 - 赤木正雄、農学博士、森林砂防学者、政治家（* 1887年）
- 1975年 - 三隅研次、映画監督（* 1921年）
- 1976年 - 鳥養利三郎、電気工学者、第13代京都大学総長、京都大学名誉教授（* 1887年）
- 1976年 - 飯田清三、実業家、第2代野村證券社長（* 1894年）
- 1977年 - シャーム・ローラー（英語版）、元プロ野球選手（* 1924年）
- 1978年 - イーダ・ノダック、化学者、物理学者（* 1896年）
- 1978年 - ルース・エッティング、歌手、女優（* 1897年）
- 1978年 - ポール＝ジャック・ボンゾン（英語版）、作家（* 1908年）
- 1979年 - 辻直四郎、古代インド学者、東京大学名誉教授、第8代東洋文庫理事長（* 1899年）
- 1980年 - アーニー・ショア（英語版）、プロ野球選手（* 1891年）
- 1982年 - 加藤清二郎、実業家、レストラン聚楽創業者（* 1898年）
- 1985年 - 井口新次郎、野球選手（* 1904年）
- 1990年 - 高木健太郎、医学者、政治家（* 1910年）
- 1990年 - 砂田重民、政治家、第23代沖縄開発庁長官、第54代北海道開発庁長官、第99代文部大臣（* 1917年）
- 1991年 - ドクター・スース、画家、詩人、絵本作家（* 1904年）
- 1992年 - 寺田ヒロオ、漫画家（* 1931年）
- 1993年 - ジータ・ジョハン、女優（* 1904年）
- 1993年 - ブルーノ・ポンテコルボ、原子核物理学者（* 1913年）
- 1997年 - 小津昌彦[12]、ジャズ・ドラマー（* 1941年）
- 1998年 - 太田薫、労働運動家、元日本労働組合総評議会議長（* 1912年）
- 2000年 - バジル・バーンステイン、社会学者、言語学者（* 1924年）
- 2000年 - ガブリエル・バンサン、絵本作家（* 1928年）
- 2001年 - 中岡俊哉、作家、超常現象研究家（* 1926年）
- 2002年 - 鮎川哲也[13]、推理作家（* 1919年）
- 2003年 - 芦原義信、建築家（* 1918年）
- 2004年 - フランソワーズ・サガン、作家（* 1935年）
- 2005年 - 飯沼二郎、農学者、市民運動家、京都大学名誉教授（* 1918年）
- 2005年 - 坂野惇子、実業家、ファミリア創業者（* 1918年）
- 2006年 - 江頭豊、実業家、元チッソ社長（* 1908年）
- 2006年 - 初代吉田玉男、人形浄瑠璃文楽人形遣い、人間国宝（* 1919年）
- 2006年 - 丹波哲郎、俳優（* 1922年）
- 2006年 - 塩多慶四郎[14]、漆芸家、人間国宝（* 1926年）
- 2007年 - ヴォルフガング・パノフスキー、物理学者、スタンフォード線形加速器センター初代所長（* 1919年）
- 2007年 - 逢坂浩司、アニメーター、キャラクターデザイナー（* 1963年）
- 2008年 - 佐方信博、官僚、元郵政省事務次官、元富士重工業副社長（* 1914年）
- 2008年 - ミッキー・バーノン、プロ野球選手（* 1918年）
- 2009年 - R・ソエプラプト、政治家、元ジャカルタ知事（* 1924年）
- 2009年 - 深堀敏、カトリック高松司教区司教（* 1924年)
- 2009年 - ネリー・アルカン、小説家（* 1975年）
- 2010年 - ゲンナジー・ヤナーエフ、政治家、ソビエト連邦元副大統領（* 1937年)
- 2011年 - 槙坪夛鶴子、映画監督（* 1940年）
- 2011年 - 山内賢、俳優（* 1943年）
- 2012年 - 永井英明、アマチュア将棋棋士、将棋ジャーナリスト（* 1926年）
- 2014年 - クリストファー・ホグウッド、指揮者、鍵盤楽器奏者、音楽学者（* 1941年）
- 2014年 - カルロッタ池田、舞踏家（* 1941年）
- 2015年 - 川島なお美、女優（* 1960年）
- 2015年 - samfree[15][16]、音楽家・ボカロP（* 1984年）
- 2015年 - 戸田敏子、アルト歌手、声楽家、東京芸術大学名誉教授（* 1922年）
- 2015年 - 福島菊次郎、写真家（* 1921年）
- 2015年 - 丸山詠二、声優（* 1930年）
- 2016年 - 下川浩一、経営学者、法政大学名誉教授、東海学園大学名誉教授（* 1930年）
- 2016年 - バックウィート・ザディコ[17]、ミュージシャン（* 1947年）
- 2016年 - ビル・ナン、俳優（* 1953年）
- 2016年 - 田中弥生、文芸評論家（* 1972年）
- 2017年 - 濱川勝彦、文学研究者、奈良女子大学名誉教授（* 1933年）
- 2019年 - ジェームズ・スピルカー（英語版）、エンジニア、航空宇宙学者（* 1933年）
- 2019年（遺体発見日） - 佐藤忠志[18]、元予備校講師（金ピカ先生）、元拓殖大学客員教授（* 1951年）
- 2019年 - 櫻井拓也、俳優（* 1988年）
- 2020年 - 村山利雄、実業家、元日立造船社長（* 1920年）
- 2020年 - 松尾保、小児科医、神戸大学名誉教授（* 1925年）
- 2020年 - 4代目尾上菊十郎[19]、歌舞伎役者（* 1932年）
- 2020年 - 竹山実、建築家、武蔵野美術大学名誉教授（* 1934年）
- 2021年 - さいとう・たかを[20]、漫画家（* 1936年）
- 2022年 - 有馬敲、詩人、作家（* 1931年）
- 2022年 - 金子美登、有機農業家、元小川町議会議員（* 1948年）
- 2022年 - 田澤耕、カタルーニャ語・スペイン文化研究者、法政大学名誉教授（* 1953年）
- 2022年 - 三上明子、フルート奏者、上野学園大学特任教授（* 1953年）
- 2022年 - 牧平直、実業家、きょくとう社長（* 1959年）
- 2023年 - フェリックス・アーヨ、ヴァイオリニスト（* 1933年）
- 2023年 - ヴィクトル・ベレンコ、軍人（* 1947年）
- 2024年 - 唐沢俊一、コラムニスト（* 1958年）

## 記念日・年中行事
- 秋の社日（ 日本、このころ）※秋分に最も近い戊の日
- 伝統文化継承の日（ 南アフリカ共和国）
- 独立記念日（ ギニアビサウ）
1973年のこの日、ギニアビサウがポルトガルから独立した。
- 共和国記念日（ トリニダード・トバゴ）
1976年のこの日に共和制に移行したことを記念。
- 清掃の日（ 日本）
環境省（2000年までは厚生省）が実施。1971年のこの日、廃棄物の処理及び清掃に関する法律が施行されたことに由来。この日から10月1日までの1週間が環境衛生週間となっている。
- みどりの窓口記念日（ 日本）
1965年（昭和40年）のこの日、日本国有鉄道（現在のJR）の全国約150の駅に、コンピュータを使った指定券発売窓口「みどりの窓口」が設置された。
- 畳の日（ 日本）
全国畳産業振興会が「清掃の日」にちなんで制定。1年に2回あり、もう1回は「みどりの日」であった4月29日[21]。
- 歯科技工士記念日（ 日本）
1955年のこの日に日本歯科技工士会が発足したことにちなみ、 2005年に同会が制定[22]。
- 海藻サラダの日（ 日本）
食物繊維が豊富で低カロリーの海藻サラダを多くの人に味わって貰おうとカネリョウ海藻株式会社が制定。日付は同社の髙木良一会長の誕生日（1930年9月24日）から[23]。